# Борго Саларис (Удине)
Борго Саларис је насеље у Италији у округу Удине, региону Фурланија-Јулијска крајина.
Према процени из 2011. у насељу је живело 20 становника. Насеље се налази на надморској висини од 201 м.